# Вещица (Воденска)
Вижте пояснителната страница за други значения на Вещица.
Вещица или Воденска Вещица (изписване до 1945 година: Вѣщица; на гръцки: Πολυπλάτανος, Полиплатанос, катаревуса Πολυπλάτανον, Полиплатанон, до 1927 година Βέτσιστα, Вециста или Βέστιτσα, Вестица) е село в Република Гърция, в дем Негуш на област Централна Македония.

## География
Селото е разположено в Солунското поле на 25 m надморска височина, на 14 km североизточно от Негуш (Науса) и на 12 km югоизточно от Въртокоп (Скидра). Махалата, разположена от източната страна на река Вода (Водас) се смята за отделно село - Берска Вещица (Ангелохори).

## История
Между Берска и Воденска Вещица е открито праисторическо селище, обявено в 1962 година за паметник на културата.

### В Османската империя
Според гръцки източници в края на XVIII век жителите на селото говорят „славомакедонски“.
Александър Синве („Les Grecs de l’Empire Ottoman. Etude Statistique et Ethnographique“) в 1878 година пише, че във Вечищи (Vetchisti), Берска епархия, живеят 250 гърци. В „Етнография на вилаетите Адрианопол, Монастир и Салоника“, издадена в Константинопол в 1878 година и отразяваща статистиката на населението от 1873 година, Вещица е посочено като село във Воденска каза с 56 къщи и 214 жители българи и 60 помаци.
В 1900 година Васил Кънчов („Македония. Етнография и статистика“) отбелязва само едно село Вѣщица в Берска каза с 500 българи християни. Секретарят на Българската екзархия Димитър Мишев („La Macédoine et sa Population Chrétienne“) в 1905 година отбелязва две Вещици - една в Берска и една във Воденска каза, като във Воденска Вещица (Vechtitza) има 128 българи патриаршисти гъркомани. В селото работи гръцко училище с 1 учител и 9 ученици.
Селото е окупирано от гръцки части през Балканската война. При избухването на войната двама души от Вещица (Берска или Воденска) са доброволци в Македоно-одринското опълчение.

### В Гърция
При избухването на Междусъюзническата война българските първенци на Вещица са арестувани и им е заявено, че ща бъдат освободени само „ако станат гърци“. В. Ташев и М. Стойнов от Вещица са арестувани по обвинение, че подпомагат четата на Христо Аргиров. В 1913 година след Междусъюзническата война селото попада в Гърция. В 1913 година Панайотис Деказос, отговарящ за земеделието при Македонското губернаторство споменава Вещица като село обитавано от „славофони“.
Боривое Милоевич пише в 1921 година („Южна Македония“), че Воденска Вещица (Воденска Вештица) има 20 къщи християни славяни.
След Първата световна война в селото са заселени 155 понтийски гърци бежанци от Турция. В 1928 година Вещица е смесено местно-бежанско селище с 45 бежански семейства и 149 жители бежанци. В 1927 година селото е прекръстено на Полиплатанон. В селото са заселени още бежанци.
В 1991 година селото е броено към Берска Вещица.
Селото е много богато, тъй като землището му, след извършените през 30-те години мелиорации, е много плодородно и почти цялото се напоява. Произвеждат се предимно ябълки, праскови, пшеница и памук. Развито е и краварството.
| Година    | 1913 | 1920 | 1928 | 1940 | 1951 | 1961 | 1971 | 1981 | 1991 | 2001 | 2011 | 2021 |
| --------- | ---- | ---- | ---- | ---- | ---- | ---- | ---- | ---- | ---- | ---- | ---- | ---- |
| Население | 158  | 204  | 381  | 606  | 751  | 872  | 852  | 942  |      | 884  | 767  | 698  |

## Личности
Родени във Вещица
- Георги Илиев, македоно-одрински опълченец, четата на Григор Джинджифилов, роден във Воденска или Берска Вещица[17]
- Иван Георгиев (1870 – 1913), македоно-одрински опълченец, четата на Григор Джинджифилов, Първа рота на Тринадесета кукушка дружина, безследно изчезнал в Междусъюзническата война на 22 юни 1913 година, роден във Воденска или Берска Вещица[18]